# Kepler-1661
Kepler-1661, conosciuta anche come KOI-3152, è una stella binaria nella costellazione della Lira, distante 1355 anni luce dal sistema solare. Nel gennaio del 2020 è stata annunciata la scoperta di un pianeta circumbinario in orbita attorno alle 2 stelle, Kepler-1661 (AB)b.

## Sistema stellare
Le 2 stelle ruotano una attorno all'altra in un periodo di 28,2 giorni a una distanza media di 0,187 UA, su un'orbita relativamente eccentrica (e=0,11); la stella principale è una nana arancione con una massa dell'84% di quella del Sole, mentre la secondaria è una più debole nana rossa, con una massa di circa 0,28 M⊙. Il sistema appare relativamente giovane, con un'età stimata di circa 1,3 miliardi di anni.

## Sistema planetario
Nonostante il sistema fosse stato osservato e catalogo come binario già nel 2011 quando venne osservato dal telescopio spaziale Kepler, inizialmente non furono rilevati transiti, e solo dalla fine del 2011 e nel 2012 si osservarono i primi passaggi del pianeta davanti alla stella principale, mentre non sono mai stati osservati transiti davanti alla componente secondaria. Come riferito nell'annuncio della scoperta, la causa dei pochi transiti osservata dipende da un periodo molto corto della precessione nodale, appena 35 anni, che comporta un rapido cambiamento dell'inclinazione del piano orbitale visto dalla Terra, per cui possono essere osservati transiti solo nel 7% delle rivoluzioni che compie il pianeta attorno alla coppia di stelle. Per questo motivo i transiti furono osservati dal 2011 al 2014 per poi scomparire, e il pianeta non transiterà più davanti alla stella fino al 2045
Il pianeta, dell'ordine di grandezza di Nettuno, orbita in 175 giorni attorno ad entrambe le stelle, ed è situato all'interno della zona abitabile. Riceve l'88% della quantità di radiazioni che riceve la Terra dal Sole e ha una temperatura di equilibrio di 243 K; nonostante sia un gigante gassoso senza superficie solida, un'eventuale esoluna di tipo roccioso in orbita attorno a esso potrebbe essere potenzialmente abitabile.

## Prospetto del sistema planetario
| Pianeta | Tipo            | Massa    | Raggio  | Periodo orb.  | Sem. maggiore | Eccentricità | Incl. orbita |
| ------- | --------------- | -------- | ------- | ------------- | ------------- | ------------ | ------------ |
| b       | Gigante gassoso | 17±12 M⊕ | 3,87 r⊕ | 175,06 giorni | 0,663 UA      | 0,057        | 89,464       |